# سيزار سامبايو
سيزار سامبايو (بالبرتغالية:Carlos César Sampaio Campos) هو كارلوس كامبوس سيزار سامبايو ، ولد في 31 مارس 1968 في ساو باولو في البرازيل، لاعب كرة قدم برازيلي سابق، شارك مع منتخب بلاده في كأس العالم 1998، يشغل حالياً منصب مدير الكرة في نادي بالميراس.

## روابط خارجية
- سيزار سامبايو على موقع الاتحاد الدولي (مؤرشف)  (الإنجليزية)
- سيزار سامبايو على موقع الاتحاد الأوربي (الإنجليزية)
- سيزار سامبايو على موقع رابطة كرة القدم اليابانية للمحترفين (اليابانية)
- سيزار سامبايو على موقع قاعدة بيانات كرة القدم.إي يو (الإنجليزية)
- سيزار سامبايو على موقع ليكيب (الفرنسية)
- سيزار سامبايو على موقع ناشيونال فوتبول تيمز (الإنجليزية)
- سيزار سامبايو على موقع Soccerbase.com (لاعب) (الإنجليزية)
- سيزار سامبايو على موقع Soccerway.com (الإنجليزية)
- سيزار سامبايو على موقع عالم كرة القدم.نت (الإنجليزية)
- سيزار سامبايو على موقع كووورة